# Madrid Masters
Madrid Open (tên chính thức Madrid Masters) là một giải quần vợt được tổ chức hằng năm tại Madrid, Tây Ban Nha. Là giải đấu nằm trong hệ thống 9 giải thuộc ATP World Tour Masters 1000.
Giải được tổ chức trên mặt sân đất nện.

## Các kỷ lục

### Đơn nam
| Năm                                          | Vô địch             | Á quân             | Tỉ số                        |
| -------------------------------------------- | ------------------- | ------------------ | ---------------------------- |
| 2002                                         | Andre Agassi        | Jiří Novák         | Walkover                     |
| 2003                                         | Juan Carlos Ferrero | Nicolás Massú      | 6–3, 6–4, 6–3                |
| 2004                                         | Marat Safin         | David Nalbandian   | 6–2, 6–4, 6–3                |
| 2005                                         | Rafael Nadal        | Ivan Ljubičić      | 3–6, 2–6, 6–3, 6–4, 7–6(7–3) |
| 2006                                         | Roger Federer       | Fernando González  | 7–5, 6–1, 6–0                |
| 2007                                         | David Nalbandian    | Roger Federer      | 1–6, 6–3, 6–3                |
| 2008                                         | Andy Murray         | Gilles Simon       | 6–4, 7–6(8–6)                |
| Chuyển từ mặt sâng cứng sang mặt sân đất nện |                     |                    |                              |
| 2009                                         | Roger Federer (2)   | Rafael Nadal       | 6–4, 6–4                     |
| 2010                                         | Rafael Nadal (2)    | Roger Federer      | 6–4, 7–6(7–5)                |
| 2011                                         | Novak Djokovic      | Rafael Nadal       | 7–5, 6–4                     |
| 2012                                         | Roger Federer (3)   | Tomáš Berdych      | 3–6, 7–5, 7–5                |
| 2013                                         | Rafael Nadal (3)    | Stanislas Wawrinka | 6–2, 6–4                     |
| 2014                                         | Rafael Nadal (4)    | Kei Nishikori      | 2–6, 6–4, 3–0 Ret.           |
| 2015                                         | Andy Murray (2)     | Rafael Nadal       | 6–3, 6–2                     |
| 2016                                         | Novak Djokovic (2)  | Andy Murray        | 6–2, 3–6, 6–3                |
| 2017                                         | Rafael Nadal (5)    | Dominic Thiem      | 7–6(10–8), 6–4               |

- Vô địch đơn nam nhiều nhất:  Rafael Nadal (5 lần: 2005, 2010, 2013, 2014, 2017)

### Đôi nam
| Năm  | Vô địch                              | Á quân                               | Tỉ số                 |
| ---- | ------------------------------------ | ------------------------------------ | --------------------- |
| 2002 | Mark Knowles Daniel Nestor           | Mahesh Bhupathi Max Mirnyi           | 6–3, 7–5, 6-0         |
| 2003 | Mahesh Bhupathi Max Mirnyi           | Wayne Black Kevin Ullyett            | 6–2, 2–6, 6–3         |
| 2004 | Mark Knowles Daniel Nestor           | Bob Bryan Mike Bryan                 | 6–3, 6–4              |
| 2005 | Mark Knowles Daniel Nestor           | Leander Paes Nenad Zimonjić          | 3–6, 6–3, 6–2         |
| 2006 | Bob Bryan Mike Bryan                 | Mark Knowles Daniel Nestor           | 7–5, 6–4              |
| 2007 | Bob Bryan Mike Bryan                 | Mariusz Fyrstenberg Marcin Matkowski | 6–3, 7–6(7–4)         |
| 2008 | Mariusz Fyrstenberg Marcin Matkowski | Mahesh Bhupathi Mark Knowles         | 6–4, 6–2              |
| 2009 | Daniel Nestor Nenad Zimonjić         | Simon Aspelin Wesley Moodie          | 6–4, 6–4              |
| 2010 | Bob Bryan Mike Bryan                 | Daniel Nestor Nenad Zimonjić         | 6–3, 6–4              |
| 2011 | Bob Bryan Mike Bryan                 | Michaël Llodra Nenad Zimonjić        | 6–3, 6–3              |
| 2012 | Mariusz Fyrstenberg Marcin Matkowski | Robert Lindstedt Horia Tecău         | 6–3, 6–4              |
| 2013 | Bob Bryan Mike Bryan                 | Alexander Peya Bruno Soares          | 6–2, 6–3              |
| 2014 | Daniel Nestor Nenad Zimonjić         | Bob Bryan Mike Bryan                 | 6–4, 6–2              |
| 2015 | Rohan Bopanna Florin Mergea          | Marcin Matkowski Nenad Zimonjić      | 6–2, 6–7(5–7), [11–9] |
| 2016 | Jean-Julien Rojer Horia Tecău        | Rohan Bopanna Florin Mergea          | 6–4, 7–6(7–5)         |
| 2017 | Łukasz Kubot Marcelo Melo            | Nicolas Mahut Édouard Roger-Vasselin | 7–5, 6–3              |

### Nữ

#### Đơn nữ
| ↓ Premier Mandatory tournament ↓ |                     |                     |                    |
| 2009                             | Dinara Safina       | Caroline Wozniacki  | 6–2, 6–4           |
| 2010                             | Aravane Rezaï       | Venus Williams      | 6–2, 7–5           |
| 2011                             | Petra Kvitová       | Victoria Azarenka   | 7–6(7–3), 6–4      |
| 2012                             | Serena Williams     | Victoria Azarenka   | 6–1, 6–3           |
| 2013                             | Serena Williams (2) | Maria Sharapova     | 6–1, 6–4           |
| 2014                             | Maria Sharapova     | Simona Halep        | 1–6, 6–2, 6–3      |
| 2015                             | Petra Kvitová (2)   | Svetlana Kuznetsova | 6–1, 6–2           |
| 2016                             | Simona Halep        | Dominika Cibulková  | 6–2, 6–4           |
| 2017                             | Simona Halep (2)    | Kristina Mladenovic | 7–5, 6–7(5–7), 6–2 |

- Vô địch đơn nữ nhiều nhất: 2 lần
  -  Petra Kvitová (2011, 2015)
  -  Serena Williams (2012, 2013)
  -  Simona Halep (2016, 2017)
- Vào chung kết đơn nữ nhiều nhất: 3 lần
  -  Simona Halep (2014, 2016, 2017)

#### Đôi nam
| ↓ Premier Mandatory tournament ↓ |                                         |                                       |                       |
| 2009                             | Cara Black Liezel Huber                 | Květa Peschke Lisa Raymond            | 4–6, 6–3, [10–6]      |
| 2010                             | Serena Williams Venus Williams          | Gisela Dulko Flavia Pennetta          | 6–2, 7–5              |
| 2011                             | Victoria Azarenka Maria Kirilenko       | Květa Peschke Katarina Srebotnik      | 6–4, 6–3              |
| 2012                             | Sara Errani Roberta Vinci               | Ekaterina Makarova Elena Vesnina      | 6–1, 3–6, [10–4]      |
| 2013                             | Anastasia Pavlyuchenkova Lucie Šafářová | Cara Black Marina Erakovic            | 6–2, 6–4              |
| 2014                             | Sara Errani (2) Roberta Vinci (2)       | Garbiñe Muguruza Carla Suárez Navarro | 6–4, 6–3              |
| 2015                             | Casey Dellacqua Yaroslava Shvedova      | Garbiñe Muguruza Carla Suárez Navarro | 6–3, 6–7(4–7), [10–5] |
| 2016                             | Caroline Garcia Kristina Mladenovic     | Martina Hingis Sania Mirza            | 6–4, 6–4              |
| 2017                             | Chiêm Vịnh Nhiên Martina Hingis         | Tímea Babos Andrea Hlaváčková         | 6–4, 6–3              |